# Josep Pont i Gol
|  | Josep Pont redirigeix aquí, per al polític català, vegeu Josep Pont i Sans |

Josep Pont i Gol (Bellpuig, Urgell, 9 d'abril de 1907 - Solsona, 4 d'octubre de 1995) fou un eclesiàstic i bisbe català, arquebisbe de Tarragona durant el període de 1970 al 1983. Eix d'una família humil de tradició pagesa.

## Biografia
L'any 1926 es va traslladar a Roma i es va doctorar en sagrada teologia i dret canònic a la Pontifícia Universitat Gregoriana l'any 1931. El 21 de març del mateix any va ser ordenat sacerdot a Sant Joan del Laterà i va oficiar la seva primera missa a les catacumbes de Sant Calixt.
Aquell mateix any va tornar a Catalunya i va ser designat vicari de la parròquia del Palau d'Anglesola, càrrec que va ocupar fins a l'esclat de la Guerra Civil. Vivia a Can Ponton amb la família republicana Teixidó-Ripoll, que el van amagar durant la guerra. No va trepitjar el carrer fins que hi van arribar les tropes franquistes. No va poder prevenir el desterrament de la família Teixidó-Ripoll que l'havia acollit durant la guerra civil.
Exerceix diferents serveis pastorals al bisbat de Solsona. Va ser nomenat professor i prefecte de disciplina del Seminari de Solsona. L'any 1948 va guanyar la càtedra de canongia doctoral de la catedral de Solsona, i l'any següent va ser designat secretari de cambra i de govern de la diòcesi per l'aleshores bisbe de Solsona Vicent Enrique i Tarancón. Des d'aquest càrrec va treballar intensament per la unitat pastoral dels bisbats catalans i va impulsar els secretariats de catequesi, missions i Acció Catòlica.

### Bisbe de Sogorb
Va ser nomenat bisbe de Sogorb el 4 d'agost de 1951 proposat per Vicent Enrique, una proposta que va alarmar Madrid perquè Enrique era considerat un bisbe rebel i pel fet de Pons era català. Era un bisbat en runes: més de la meitat dels sacerdots van sofrir martiri, moltes esglésies eren destruïdes i els arxius parroquials cremats. Pren possessió de la diòcesi de Sogorb el 30 de gener de 1952 en una cerimònia a la qual van participar totes les autoritats i organitzacions del règim nacionalcatòlic franquista. Va rearmar el catolicisme i va lluitar contra la «tirania de la moda» i imposar normes perquè els feligresos es vesteixin de manera «decent». Va actuar per a separar els actes «immorals» (balls, revetlles, cinema…) de les celebracions religioses. Des del 1952 va promoure la pietat popular amb una acció per pregar el rosari en família. Visitava sovint les parròquies i mantenia contactes directes amb els feligresos. Després d'una remodelació de límits diocesans de què ell mateix té cura, és nomenat bisbe de Sogorb-Castelló el 31 de maig de 1960, per la butlla Illas in Ecclesia catholica urbes de Joan XXIII.
Sobresurt en el concili ecumènic Vaticà II amb intervencions renovadores. Hi defensa la llibertat religiosa, l'ecumenisme i el consell pastoral dels laics. La reforma litúrgica simplificava els rituals i rehabilitava les llengües vernacles. Va actuar per fer reconèixer les llengües minoritàries i establir un cànon en valencià i va obtenir, malgrat l'oposició feroç de la majoria dels bisbes espanyols, que cada bisbe podia decidir quines llengües autoritzava en la seva diòcesi. Va fer servir l'argument que la constitució del concili parlava de lingua vernacula (llengua del poble) i no pas de lingua nationalis. Juntament amb el bisbe de Vic, Ramon Masnou, va ser l’única jerarquia que va defensar la llengua. Es mostra obert a un món plural i s'oposa al nacionalcatolicisme encara molt viu en una gran part de l'església espanyola. Josep Pont, Narcís Jubany (1913-1996) i Ramon Masnou (1907-2004), van fer que la resolució del concili Lumen Gentium reconeguera a les minories nacionals el dret a la seua pròpia llengua i cultura.
Continua actuant per la justícia social i critica que en la crisi econòmica de l'any 1967, que es demana sobretot sacrificis als més pobres en lloc de modernitzar l'economia. Una crítica que va ser mal presa per les autoritats del règim dictatorial. Tot i això, va rebre el general insurrecte Francisco Franco en diverses ocasions amb les honors sota pal·li i li va donar les gràcies per a l'ajuda per a la reconstrucció dels edificis religiosos que s'havien fet malbé durant la Guerra Civil.

### Arquebisbe de Tarragona
És nomenat arquebisbe de Tarragona el 26 de novembre de 1970 i hi fa la solemne entrada el 24 gener de 1971. Va arribar al càrrec després de l'acció «Volem bisbes catalans», quan el règim franquista sempre havia promogut bisbes castellans, ignorants de la cultura i llengua catalanes. El fracàs de l'arquebisbe «foraster» Marcelo González Martín (1918-2004) a Barcelona, el distanciament progressiu entre l'Església i el règim franquista des de la fi dels anys cinquanta del segle xx, així com l'esperit del Concili que volia bisbes nadius va obrir el pas a bisbes més pastorals que polítics.
Va triar la divisa «pontífex i pastor del seu poble». Comença aleshores una reorganització administrativa en el sentit del concili. Volia una església on preveres, religiosos i laics col·laboraven. També va actuar per conservar el patrimoni artístic i els arxius, entre d'altres, per respondre als problemes de la depoblació.
Com a metropolità i president de la Conferència Episcopal Tarraconense, impulsa la vertebració i la coordinació de l'acció pastoral de les vuit diòcesis amb seu a Catalunya: Tarragona, Barcelona, Girona, Lleida, Urgell, Solsona, Tortosa i Vic. Va impulsar i acompanyar el trasllat de les despulles del cardenal Francesc d'Assís Vidal i Barraquer, mort a l'exili el 1943, des de la cartoixa de La Valsainte (Suïssa) a la catedral de Tarragona. Hi va ser definitivament inhumat, amb un cenotafi proper en recordança de Manuel Borràs, bisbe auxiliar del cardenal, immolat en la revolta de 1936.
Dues conferències seves va tenir ressò. La primera al Centre de Lectura de Reus el 1975: «La llengua de l'Església». Hi va dir: «L’única cosa que es pot dir és que, sens dubte, el llatí popular que es va anar congriant en aquestes nostres encontrades va agafar unes formes dialectals més semblants al llatí popular gal·loromànic que no pas a l’hispanoromànic.» Hi destaca, que des del Concili, en l'esperit de la Pentacosta, «Resta, doncs, ben explícit que entre els drets fonamentals de cada home i de cada comunitat cal comptar-hi, com a doctrina de l’Església, el dret a la pròpia llengua i cultura. […] L’Església, doncs, té com a pròpies totes les cultures, i amb la reforma litúrgica, és un fet evident que parla totes les llengües.»
La segona «L'Església a Catalunya, quins camins?» a Mollerussa el 1976. Hi traça la història de l'església des de la supressió per la invasió musulmana i la reconstrucció carolingina des de l'any 800.
El 1976, per primera vegada i els primers a tot l'estat espanyol, els bisbes de Catalunya amb l'arquebisbe Pont i Gol com a metropolità fan la visita ad limina quinquennal a Roma de manera conjunta. Pont i Gol, va enviar l'alehores vicari general Miquel Barbarà i Anglès el bisbe Joan Martí i Alanis per a negociar un modus operandi amb el president Tarradellas, a Saint-Martin-le-Beau, pel que fa a les relacions entre la Generalitat i els bisbes de Catalunya, basades en una «mútua independència i sana cooperació».
El 12 d'abril de 1983 el papa Joan-Pau II accepta la dimissió que havia presentat per raó de l'edat. El 13 d'abril és nomenat administrador apostòlic de l'arxidiòcesi de Tarragona fins que el nou arquebisbe en prengués possessió el 12 de juny del mateix any.
Els darrers anys de la seva vida transcorren a Tarragona i a Solsona, on mor el 4 d'octubre de 1995.

## Reconeixement
- 1981: Generalitat de Catalunya li atorga la Creu de Sant Jordi «En reconeixement dels seus altíssims mèrits i de la seva vàlua humana com a eclesiàstic i per haver defensat sempre una església plenament catalana, arrelada en el sentir i en el fer del seu poble.»[27]

- 1988: fill adoptiu de Tarragona[28]

| «                       | Va ser un home que mai no es va permetre de pensar o parlar malament de ningú. | » |
| — Josep Miquel Bausset, |                                                                                |   |

## Obres destacades
- «La llengua de l'Església» (1975)
- «L'Església a Catalunya, quins camins?» (1976)
- 25 anys de presència i fidelitat (1987)
- Presència i fidelitat encara (1987)